# VV-2
VV-2 — український багатоцільовий легкий вертоліт. Розроблений в 2014—2016 роках авіабудівельною компанією Softex-Aero в місті Бровари. Вертоліт може використовуватися у пілотованому або безпілотному управлінні.

## Історія
14 вересня 2016 року вертоліт здійснив свій перший політ.
Вертоліт взяв участь на авіашоу «Iran Air Show-2016», що проходив у Ірані з 16 по 19 жовтня 2016 року.

## Характеристики
- Екіпаж — 1 пілот і 1 пасажир
- Ємність паливного бака — 230 л
- Силова установка — PBS TS 100 ZA
- Потужність — 190 к.с./140 кВт (крейсерська), 245 к.с./180 кВт (максимальна)
- Максимальна швидкість — 252 км/год
- Максимальна крейсерська швидкість — 240 км/год
- Максимальна швидкопідйомність — 220 км/год
- Дальність — 500 км
- Максимальна висота польоту — 4000 м
- Висота польоту — 3400 м
- Максимальна злітна маса — 1100 кг
- Вага порожнього вертольота — 565 кг